# Андриасян, Сирануш
Сирануш Андриасян (арм. Սիրանուշ Անդրիասյան; 4 января 1986, Вагаршапат) — армянская шахматистка, международный мастер среди женщин (2005). 

## Биография
Побеждала на чемпионатах Армении по шахматам среди девушек в различных возрастных группах: до 10 лет (1994, 1995), до 14 лет (1999, 2000) и до 18 лет (2001, 2004). Была третьей на чемпионате Европы по шахматам среди девушек в возрастной группе до 10 лет.
Три раза побеждала на чемпионатах Армении по шахматам среди женщин (2006, 2007, 2011), а также два раза занимала вторые места в национальном чемпионате (2004, 2005).
Представляла сборную Армении на крупнейших командных шахматных турнирах:
- в шахматных олимпиадах участвовала три раза (2004—2008);
- в командном чемпионате мира по шахматам участвовала два раза (2007—2009);
- в командном чемпионате Европы по шахматам участвовала три раза (2005—2009) и в командном зачете завоевала бронзовую (2007) медаль.